# Фраскаро
Фраскаро (итал. Frascaro) — коммуна в Италии, располагается в регионе Пьемонт, в провинции Алессандрия.
Население составляет 456 человек (2008 г.), плотность населения составляет 87 чел./км². Занимает площадь 5 км². Почтовый индекс — 15010. Телефонный код — 0131.
Покровителем коммуны почитается святитель Николай Мирликийский, чудотворец, празднование 6 декабря.

## Демография
Динамика населения:

## Администрация коммуны
- Официальный сайт: https://web.archive.org/web/20091005021659/http://www.comunefrascaro.it/